# Honnayakanahalli, Channapatna
Honnayakanahalli là một làng thuộc tehsil Channapatna, huyện Ramanagara, bang Karnataka, Ấn Độ.